# Rune Reilly Kölsch
Rune Reilly Kølsch (Copenhague, 9 de febrero de 1977), más conocido como Rune Reilly Kölsch, Rune RK, Rune, Enur o simplemente Kölsch, es un DJ y productor danés. 

## Carrera profesional
En 2003, Kölsch lanzó la pista «Calabria», una melodía house instrumental con un riff de saxofón sintetizado, en Credence, una subetiqueta de Parlophone Records, por la que recibió el Danish Music Award en 2004. Se lanzaron varios remakes de «Calabria», incluida una versión de Drunkenmunky y un mashup titulado «Destination Calabria» de Alex Gaudino con Crystal Waters, un verdadero éxito internacional en muchos países.
En 2017, Kölsch actuó en la cima de la Torre Eiffel en París, que se transmitió a más de 10 millones de personas.

## Discografía

### Álbumes de estudio
- 2013: 1977
- 2015: 1983
- 2017: 1989
- 2019: Fabric Presents Kölsch
- 2020: Now Here No Where

### Sencillos
- 2010: "Loreley"
- 2010: "Silberpfeil"
- 2011: "Opa"
- 2011: "Der Alte"
- 2012: "All That Matters" (with Troels Abrahamsen)
- 2013: "Goldfisch"
- 2013: "Zig"
- 2014: "Cassiopeia"
- 2015: "Two Birds"
- 2015: "DerDieDas"
- 2016: "KIR"
- 2016: "Grey"
- 2017: "Goodbye"
- 2017: "Push"
- 2018: "Left Eye Left"
- 2018: "Emoticon"
- 2018: "Little Death"
- 2018: "Hal" (with Tiga)
- 2019: "The Lights" (with Sasha)
- 2020: "Glypto"
- 2020: "Shoulder of Giants"

### Otros proyectos

#### Como funk artificial
- 1995: «Real Funk»
- 1996: «Zone One»
- 2000: «Use It (The Music)»
- 2001: «People Don't Know»
- 2002: «Together»
- 2005: «Never Alone»

#### Como Ink and Needle
- 2006: «Number One/Number Two»
- 2006: «Number Three/Number Four»
- 2007: «Number Five/Number Six»
- 2007: «Number Seven/Number Eight»
- 2008: «Number Nine/Number Ten»
- 2008: «Number Eleven/Number Twelve»

#### Como Enur
- 2007: «Calabria 2007»
- 2012: "I'm That Chick" (con Nicki Minaj y Goonrock)

#### Otros alias
- 2003: «Calabria", como Rune
- 2003: «I Just Want to Be a Drummer», como Heavy Rock
- 2004: «Beautiful», como Rude RKade
- 2007: «Koochi Koochi», como Fashion Victims
- 2007: «Elephant», como Rune & Sydenham (con Jerome Sydenham)
- 2008: «Peter Pan/Snow Bored», como Rune & Sydenham (Jerome Sydenham)